# Вистуба, Андреас
Андреас Вистуба (род. 4 марта 1967) — немецкий биолог и ботаник, специализирующийся на хищных растениях из родов Heliamphora и Nepenthes, доктор наук, профессор. Более половины из всех известных видов Heliamphora было описано Вистубой.
Часто работал в паре с другим немецким ботаником, Йохимом Нерцем. В описаниях таксонов его авторство принято указывать через сокращение Wistuba.

## Биография
Изучал биологию в Гейдельбергском университете. Его специализацией была молекулярная биология. Затем работал в Немецком Институте Рака (DKFZ) и там же готовился к получению докторской степени. Ещё в юности увлёкся сначала изучением и выращиванием, а затем и торговлей экзотическими хищными растениями.

## Публикации
- Nerz, J. & A. Wistuba 1994. Five new taxa of Nepenthes (Nepenthaceae) from North and West Sumatra. Carnivorous Plant Newsletter 23(4): 101—114.
- Wistuba, A. & H. Rischer 1996. Nepenthes lavicola, a new species of Nepenthaceae from the Aceh Province in the North of Sumatra. Carnivorous Plant Newsletter 25(4): 106—111.
- Nerz, J. & A. Wistuba 2000. Heliamphora hispida (Sarraceniaceae), a new species from Cerro Neblina, Brazil-Venezuela. Carnivorous Plant Newsletter 29(2): 37-41.
- Wistuba, A., P. Harbarth & T. Carow 2001. Heliamphora folliculata, a new species of Heliamphora (Sarraceniaceae) from the ‘Los Testigos’ Table Mountains in the South of Venezuela. Carnivorous Plant Newsletter 30(4): 120—125.
- Wistuba, A., T. Carow & P. Harbarth 2002. Heliamphora chimantensis, a New Species of Heliamphora (Sarraceniaceae) from the ‘Macizo de Chimanta’ in the South of Venezuela. Carnivorous Plant Newsletter 31(3): 78-82.
- Carow, T., A. Wistuba & P. Harbarth 2005. Heliamphora sarracenioides, a New Species of Heliamphora (Sarraceniaceae) from Venezuela. Carnivorous Plant Newsletter 34(1): 4-6.
- Wistuba, A., T. Carow, P. Harbarth & J. Nerz 2005. Heliamphora pulchella, eine neue mit Heliamphora minor (Sarraceniaceae) verwandte Art aus der Chimanta Region in Venezuela. Das Taublatt 53(3): 42-50.
- Nerz, J. & A. Wistuba 2006. Heliamphora exappendiculata, a clearly distinct species with unique characteristics. Carnivorous Plant Newsletter 35(2): 43-51.
- Nerz, J., A. Wistuba & G. Hoogenstrijd 2006. Heliamphora glabra (Sarraceniaceae), eine eindrucksvolle Heliamphora Art aus dem westlichen Teil des Guayana Schildes. Das Taublatt 54: 58-70.
- Wistuba, A., J. Nerz & A. Fleischmann 2007. Nepenthes flava, a new species of Nepenthaceae from the northern part of Sumatra. Blumea 52: 159—163.
- Nerz, J. & A. Wistuba 2007. Nepenthes mantalingajanensis (Nepenthaceae), eine bemerkenswerte neue Spezies aus Palawan (Philippinen). Das Taublatt 55(3): 17-25.
- Fleischmann, A., A. Wistuba & J. Nerz. 2009. Three new species of Heliamphora (Sarraceniaceae) from the Guayana Highlands of Venezuela. Willdenowia 39(2): 273—283. doi:10.3372/wi.39.39206
- Gronemeyer, T., A. Wistuba, V. Heinrich, S. McPherson, F. Mey & A. Amoroso 2010. Nepenthes hamiguitanensis (Nepenthaceae), a new pitcher plant species from Mindanao Island, Philippines. In: S.R. McPherson Carnivorous Plants and their Habitats. Redfern Natural History Productions Ltd., Poole. pp. 1296—1305.

## Факт
Вистуба интересовался хищными растениями с юности. В 1984 году он и ещё 14 человек даже основали «Общество плотоядных растений» (нем. Gesellschaft für Fleischfressende Pflanzen), существующее по сей день и имеющее сегодня свой сайт.